# Zevenhuizen (As)
De wijk Zevenhuizen in As ontstond in de late middeleeuwen als nederzetting op de rand van de uitgestrekte heide, ten noorden van de Bosbeek. Deze nederzetting telde aanvangkelijk zeven erven, vandaar de naam. In de 17de eeuw lagen deze huizen netjes op een rij, maar door erfdelingen die plaats hadden na de 16de eeuw, is van die oorspronkelijke structuur niet veel herkenbaar.
De volgende erven vinden we terug:
1. Gelissen goedt: bewoners in 1616 Egidus Nullens en Dijgna Engelen
2. Lemmens goedt: bewoners in 1626 Lambertus Lemmers en Anna Gommers
3. Schrijvers goedt: bewoners in 1642 Schrijvers en Gommers
4. Bijnens goedt: bewoner in 1616 Joannes Bijnens
5. Hupkens goedt: bewoners 1684 Joannes Hubkens en Elisabeth Schrijvers
6. Heidepierjentje goedt: afgedeeld van Jorissen goedt: bewoner 1805 Pieter Jan Gijsen
Jorissen Goedt: bewoner in 1597 Peeter Jorissen
7. Thonis goedt: bewoners in 1683 Joannes Baijen en Aledis Jorissen

De Wijk Zevenhuizen breidde in de 19de eeuw flink uit en in 1937 werd een school gebouwd om de kleuters van de wijk op te vangen. In 1938 werd één leidster vast aangesteld voor 25 kleuters. Ook werden verschillende straten genoemd naar een van de erven. Zo vinden we onder meer de Gilissenstraat, de Lemmensstraat, de Schrijversstraat, de Bijnenstraat en de Hupkensstraat.
Zevenhuizen kent onder meer een wijkcomité en een Schutterij. Onder de activiteiten in de wijk hoort het jaarlijks terugkerende Wijkfeest Zevenhuizen waaraan veel Assenaren, maar ook inwoners van de buurgemeenten een bezoek brengen.